# Фредрік Ульвестад
Фредрік Ульвестад (норв. Fredrik Ulvestad, нар. 17 червня 1992, Олесунн) — норвезький футболіст, півзахисник клубу «Юргорден».

## Клубна кар'єра
Вихованець «Олесунна», за основу якого дебютував у травні 2010 року, у віці 17 років, у переможному матчі Кубка Норвегії проти «Волди», вийшовши на заміну замість Джонатана Парра. В квітні 2011 року в матчі проти клубу «Согндала» Фредерік забив свій перший гол за клуб. У цьому ж сезоні він допоміг клубу стати володарем національного кубка, перемігши у фіналі «Бранн». В кінці сезону 2014 Ульвестад не став продовжувати контракт з клубом і став вільним агентом. Його останній матч за норвезький клуб відбувся в листопаді 2014 року в матчі проти «Саннес Ульф». У підсумку він провів за рідний клуб 132 матчі і забив 20 голів у всіх турнірах.
Після відходу з клубу Фредерік привернув інтерес у німецького клубу «Ганновер 96». В лютому 2015 року тренувався з англійським клубом «Бернлі». У березні того ж року підписав трирічний контракт з клубом. До кінця сезону Фредрік зіграв у двох матчах Прем'єр-ліги, а його команда вилетіла в Чемпіоншип. Втім і там норвежець не став основним, зігравши лише 5 матчів, а команда зайняла перше місце та повернулась в еліту.
31 серпня 2016 року Ульвестад був відданий в оренду до кінця сезону в «Чарльтон Атлетик», де став частіше виходити на поле і зіграв у 27 матчах третього за рівнем дивізіону Англії. Після повернення в «Бернлі» Фредрік не зіграв за клуб жодного матчу, а на початку 2018 року перейшов у шведський «Юргорден», з яким у першому ж сезоні виграв Кубок Норвегії. Станом на 26 червня 2018 року відіграв за команду з Стокгольма 10 матчів в національному чемпіонаті.

## Виступи за збірні
Протягом 2012—2014 років залучався до складу молодіжної збірної Норвегії. На молодіжному рівні зіграв у 17 офіційних матчах.
27 серпня 2014 року дебютував в офіційних матчах у складі національної збірної Норвегії в товариській грі проти збірної ОАЕ. Наразі цей матч так і залишається єдиним за збірну.
| Дата      | Місто     | Господарі | Результат | Гості | Турнір           | Голи | Примітки |
| --------- | --------- | --------- | --------- | ----- | ---------------- | ---- | -------- |
| 27-8-2014 | Ставангер | Норвегія  | 0 – 0     | ОАЕ   | товариський матч | -    |          |
| Усього    |           | Матчів    | 1         |       | Голів            | 0    |          |

## Титули і досягнення
- Володар Кубка Норвегії (1):

«Олесунн»: 2011
- Володар Кубка Швеції (1):

«Юргорден»: 2017-18
- Чемпіон Швеції (1):

«Юргорден»: 2019
- Володар Кубка Туреччини (1):

«Сівасспор»: 2021-22